# Mawsonhavet

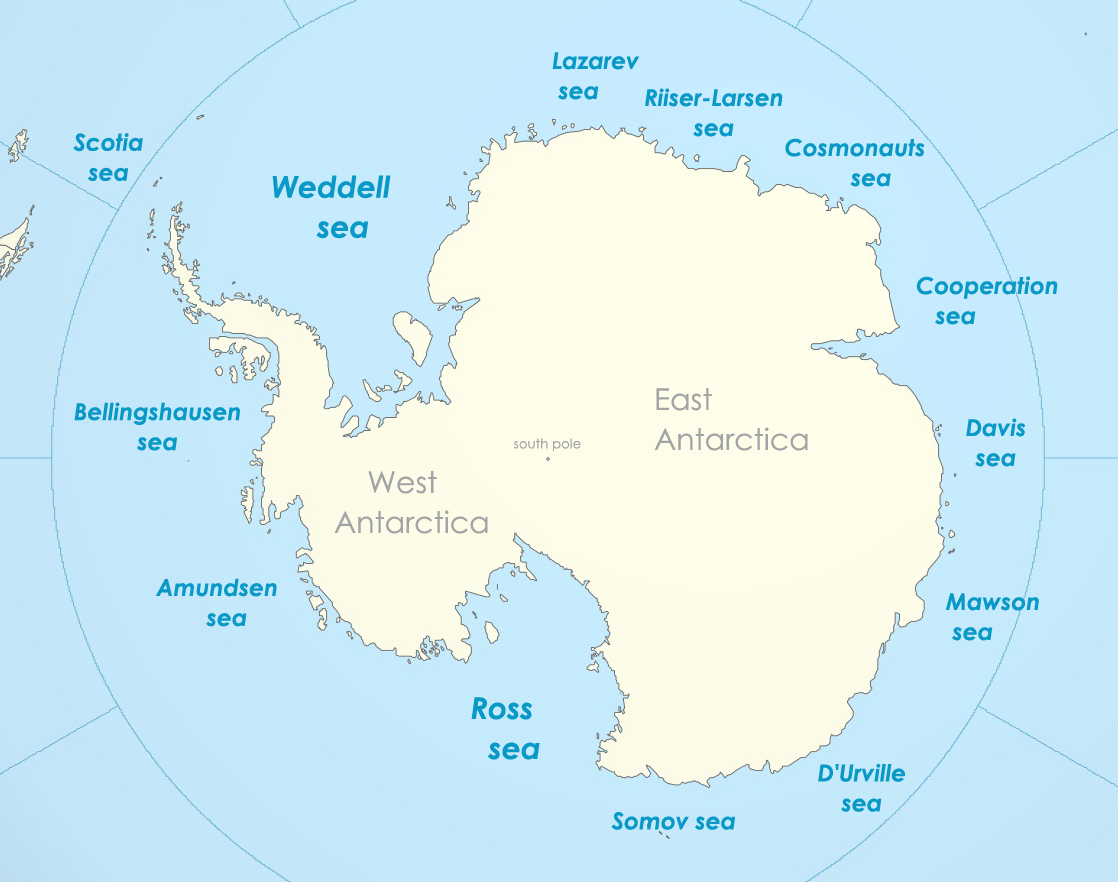
Översiktskarta, Davishavet till höger på kartan.

Mawsonhavet (egentligen Mawsonkorridoren, engelska: Mawson Sea och Mawson Corridor) är ett bihav till Antarktiska oceanen, området ligger utanför Östantarktis.

## Geografi
Mawsonkorridoern ligger utanför Mac. Robertson Land vid den antarktiska oasen Holme Baymellan Stillwell Hills och Amerys shelfis inom Australiska Antarktis.
Mawsonkorridoren angränsar i väst till Cooperationhavet och Davishavet i öst.
Havskorridoren sträcker sig mellan 67° S och 63° Ö med en yta om cirka 320 km² och med en längd om cirka 41 km och cirka 8 km bred.
Vid Holme Bay ligger den australiska forskningsstationen Mawson Station.

## Historia
Havskorridoren upptäcktes 1954 av en av Australian National Antarctic Research Expeditions (ANARE) och namngavs efter Douglas Mawson, ledaren för den första Australiska Antarktisexpeditionen åren 1911 till 1914.
Tidigare kallades ett område mellan Davishavet och Dumont d’Urvillehavet inofficiellt för Mawsonhavet. Namnet föreslogs 2002 till International Hydrographic Organization men antogs inte och används inte officiellt.